# Julio Farías Cabello
Julio Alfredo Farías Cabello (San Miguel de Tucumán, 19 de septiembre de 1978) es un exjugador argentino de rugby que se desempeñaba como segunda línea o ala. Jugó con los Pumas de 2010 a 2013.

## Trayectoria
Se inicia en el rugby a los 7 años en el Bajo Hondo RC de Tucumán. A los 14 años cambia al Tucumán Rugby Club, donde a los 18 años debuta en primera. Posteriormente comienza su etapa como jugador profesional en el Partenope Rugby de Napoli .  Antes del año conseguía el pase a la competitiva liga francesa para jugar en el Rouen . Luego de seis temporadas el entrenador Daniel Hourcade lo invita al Belenenses de Lisboa.
A los 32 años, debutó en Seleccionado Argentino de Rugby, Los Pumas –convocado a la gira por Europa reemplazando al lesionado Manuel Carizza- , jugando vs. Francia (Montpellier, 20/11/2010. Francia 15 – Argentina 9). A los 33 años jugó su primer mundial en Copa Mundial de Rugby de 2011 de Nueva Zelanda, donde marcó el único try argentino a los poderosos All Blacks (Eden Park, 09/10/2011. N Z 33 – Argentina 10). 

## Palmarés
| Título                       | Equipo        | País      | Año  |
| ---------------------------- | ------------- | --------- | ---- |
| Torneo Regional del Noroeste | Tucumán Rugby | Argentina | 2006 |

## Participaciones en Copas del Mundo
Disputó la Copa Mundial de Nueva Zelanda 2011 donde Argentina empezaría el mundial cayendo ante el XV de la rosa 13-9, pero ganaría sus otros tres partidos de grupo ante Rumania, Escocia (en una victoria agónica por 13-12) y Georgia para clasificar a cuartos, donde enfrentaría a los eventuales campeones del mundo, los All Blacks; en un partido memorable Los Pumas serían derrotados 33-10 y Farías Cabello. 